# Gubben (kulle i Antarktis, lat -71,83, long 11,28)
Gubben är en kulle i Antarktis. Den ligger i Östantarktis. Norge gör anspråk på området. Toppen på Gubben är 2 000 meter över havet.
Terrängen runt Gubben är kuperad norrut, men söderut är den platt.  Trakten är obefolkad. Det finns inga samhällen i närheten. 